# HD 28204
HD 28204，又名BD+72 227，SAO 5238、HR 1401，是一颗恒星，视星等为5.94，位于銀經137.89，銀緯16.48，其B1900.0坐标为赤經4h 21m 54.6s，赤緯+72° 16.48′ 47″。